# Paraphlegopteryx porntipae
Paraphlegopteryx porntipae är en nattsländeart som beskrevs av Weaver, Iii 1999. Paraphlegopteryx porntipae ingår i släktet Paraphlegopteryx och familjen kantrörsnattsländor. Inga underarter finns listade i Catalogue of Life.